# Юлдашев, Абдугаффор Сатторович
Абдугаффор Сатторович (Абдугапор Саторович) Юлдашев (13 сентября 1957) — советский футболист, таджикистанский футбольный тренер.

## Биография
Родился 13 сентября 1957 года.
Играл в футбол на позиции полузащитника. Всю карьеру провёл в душанбинском «Памире», в составе которого в 1977—1987 годах провёл в первой лиге 284 матча, забил 13 мячей. В Кубке СССР сыграл 23 матча, забил 3 гола.
После окончания игровой карьеры стал тренером. В 2009 году был назначен главным тренером «ЦСКА-Памира», который под его руководством занял 8-е среди 10 команд чемпионата Таджикистана.
В июле 2013 года вновь возглавил «ЦСКА-Памир», когда он имел всего 3 очка к началу второго круга. Подопечные Юлдашева, который работал вместе с тренером-консультантом Иштваном Секечем, завершили чемпионат на 9-м месте среди 10 команд, набрав 11 очков.
В 2014 году играл за ветеранскую команду «Памира» в Душанбе против ветеранов московского «Спартака» (4:4) в матче, организованном Федерацией футбола Таджикистана и посольством России в Таджикистане.